# Lipót Baumhorn

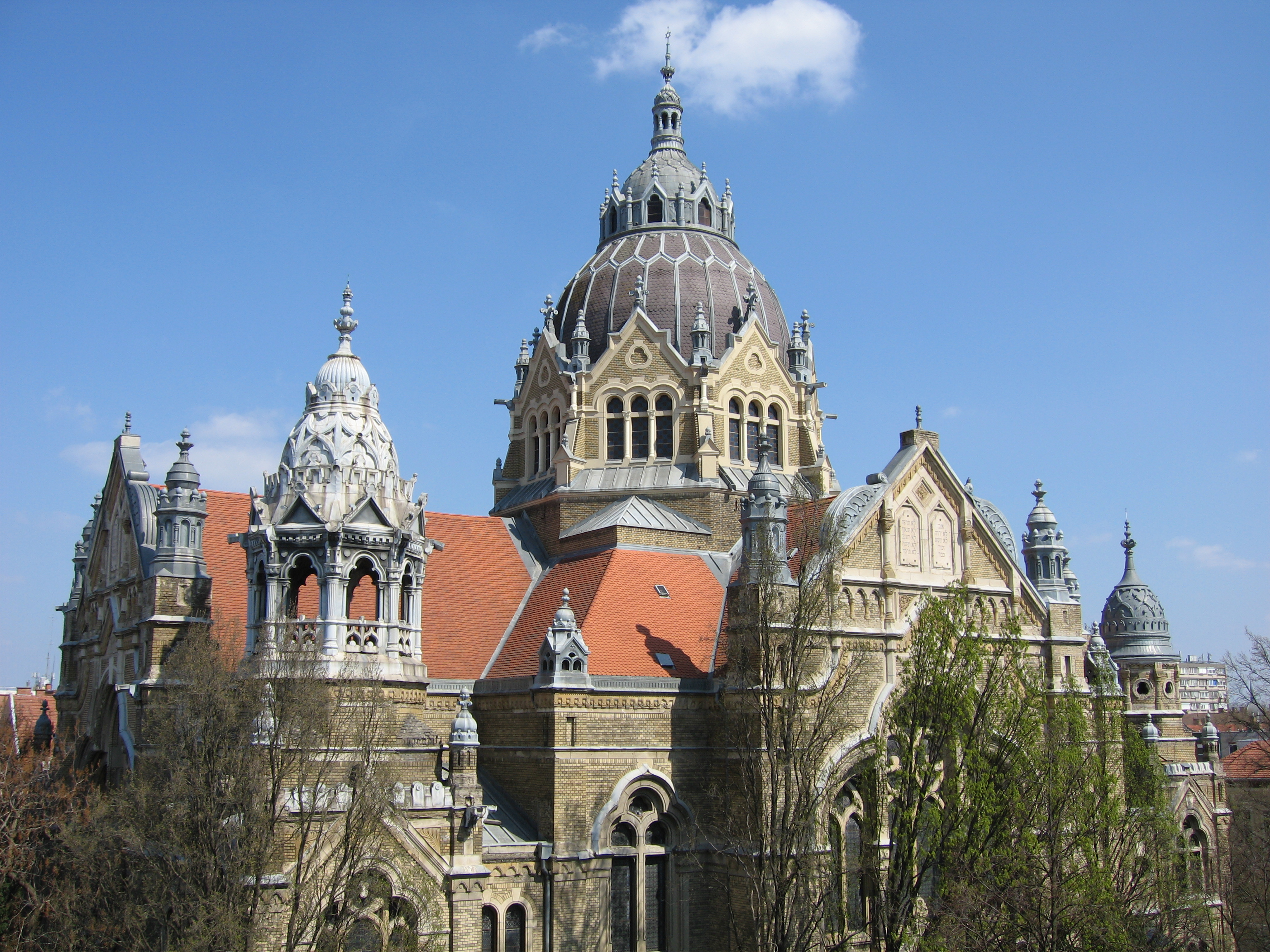
Nowa Synagoga w Segedynie

Lipót Baumhorn (ur. 28 grudnia 1860 w Kisbérze, zm. 8 lipca 1932 tamże) – węgierski architekt, słynący głównie z projektowania monumentalnych synagog na terenie Austro-Węgier.

## Główne dzieła
- Nowa Synagoga w Timișoarze (1885-1889)
- Synagoga w Ostrzyhomiu (1888)
- Nowa Synagoga w Nowym Sadzie
- Synagoga w Nitrze
- Synagoga w Braszowie
- Nowa Synagoga w Segedynie (1903)
- Synagoga w Liptowskim Mikułaszu (1906) - renowacja
- Synagoga w Szolnoku
- Synagoga w Gyöngyösu
- Synagoga w Ujpeszcie
- Synagoga w Zrenjaninie